# Manganate de sodium
Le manganate de sodium ou manganate(VI) de sodium est le composé inorganique de formule Na2MnO4. Ce solide d’un vert profond est un analogue rarement rencontré du sel apparenté K2MnO4. Le manganate de sodium est rare car il ne peut pas être facilement préparé à partir de l’oxydation du dioxyde de manganèse et de l'hydroxyde de sodium. Au lieu de cela, cette réaction d’oxydation a tendance à s’arrêter à la production d’hypomanganate de sodium, Na3MnO4, et même ce sel Mn(V) est instable en solution. Le manganate de sodium peut être produit par réduction du permanganate de sodium dans des conditions basiques :
4 NaOH + 4 NaMnO4 → 4 Na2MnO4 + 2 H2O + O2
Parce que le NaMnO4 est difficile à préparer, le permanganate de sodium est plus cher que le permanganate de potassium.